# Sclerocarya
Sclerocarya là một chi thực vật thuộc họ Anacardiaceae.
Bao gồm các loài:
- Sclerocarya gillettii, Kokwaro
- Sclerocarya birrea, Marula

## Hình ảnh

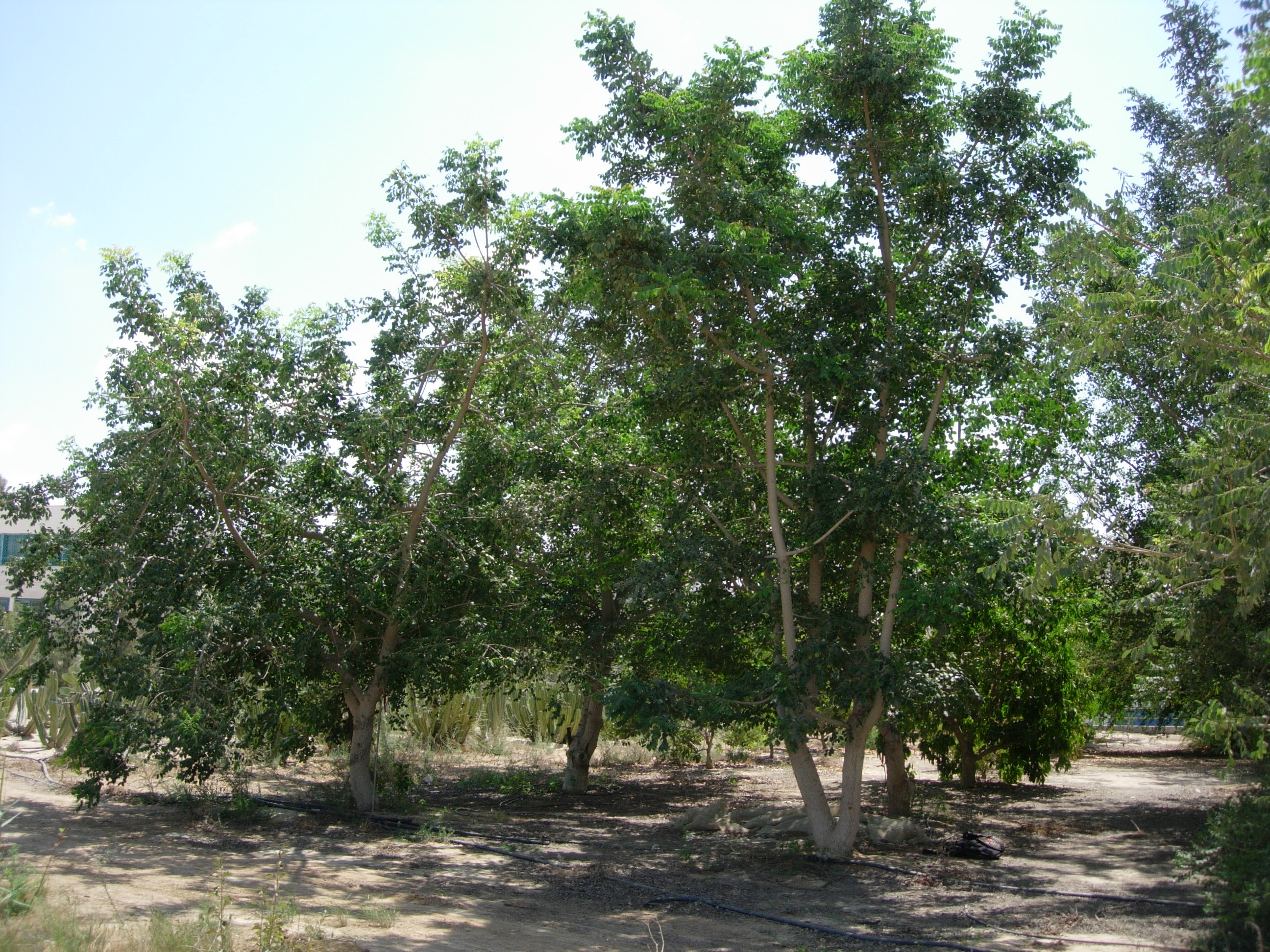
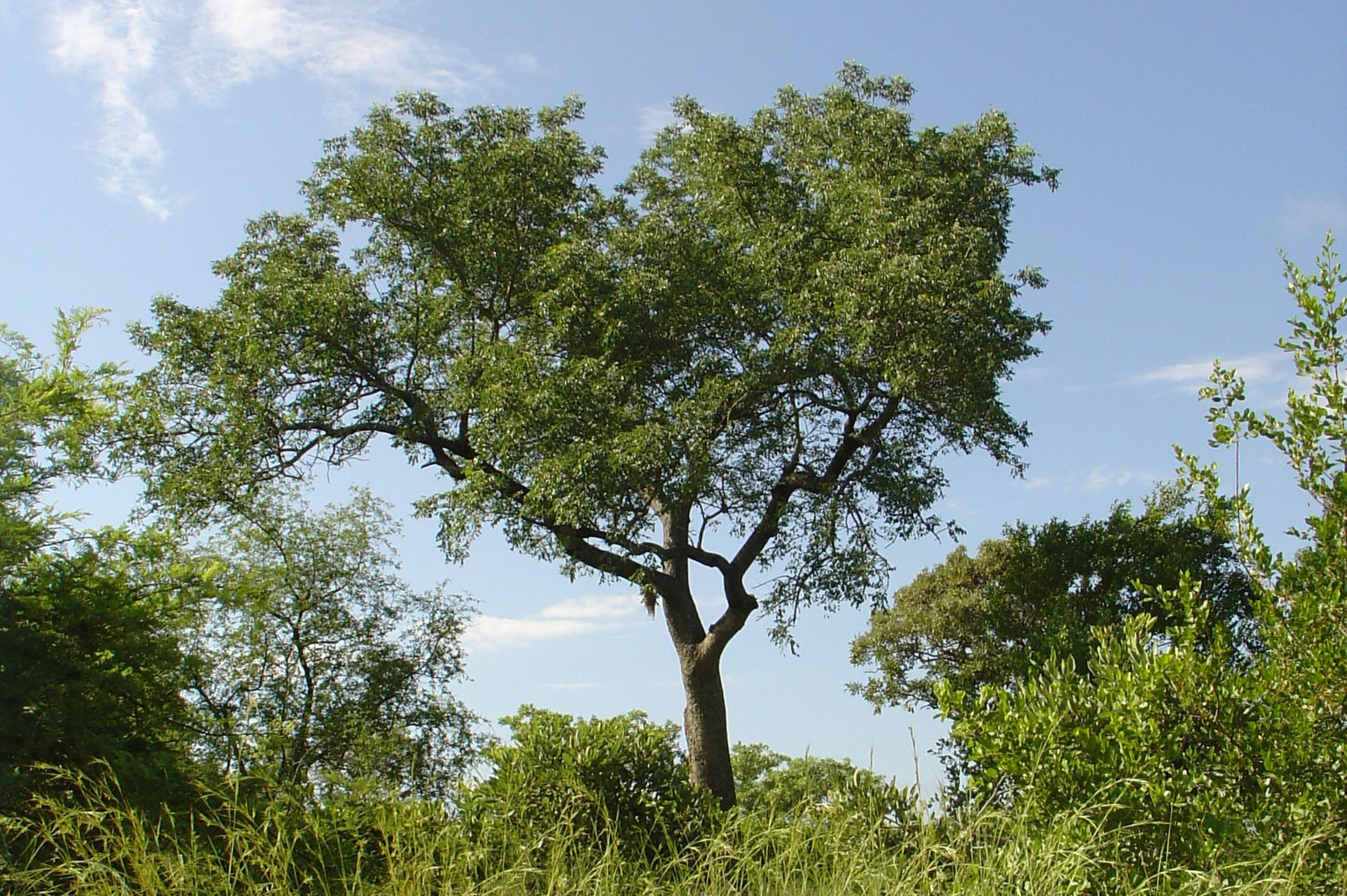
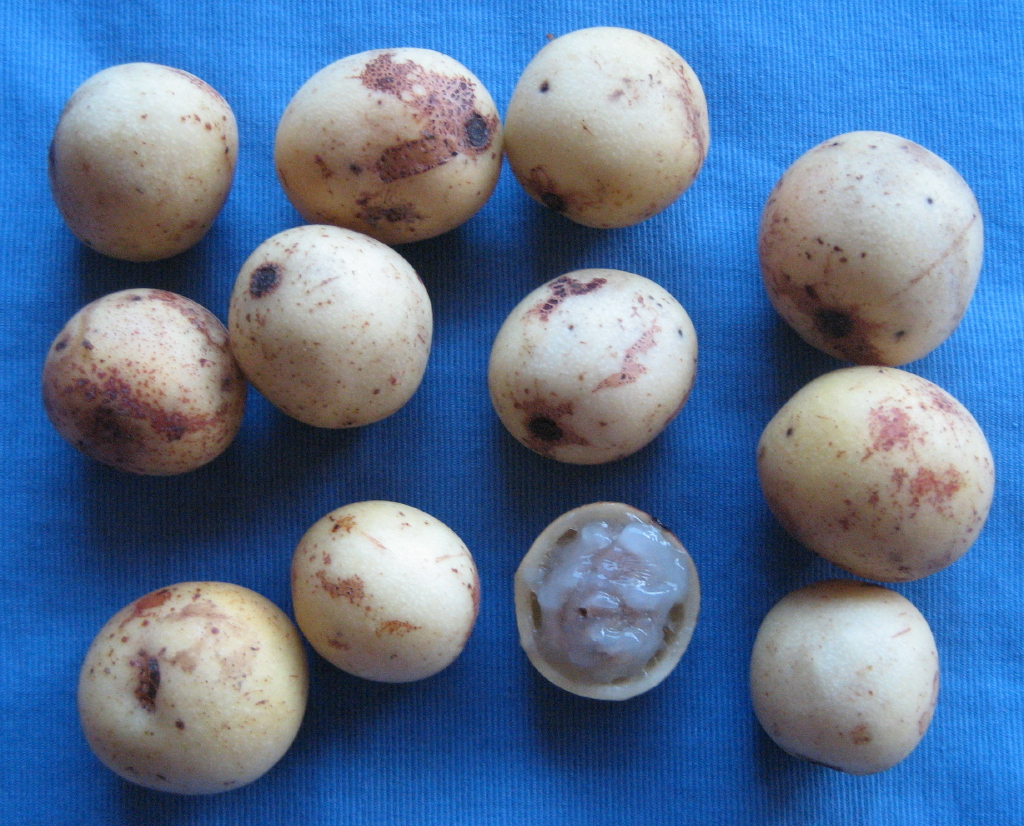